# Drosophila vesciseta
Drosophila vesciseta är en tvåvingeart som beskrevs av Elmo Hardy och Kaneshiro 1968. Drosophila vesciseta ingår i släktet Drosophila och familjen daggflugor.
Artens utbredningsområde är Hawaii.